# 이케바역
이케바역(일본어: 池場駅, いけばえき)은 일본 아이치현 신시로시에 위치한 도카이 여객철도 이다선의 철도역이다. 단선 승강장 1면 1선의 구조를 갖춘 지상역이다.

## 역 주변
- 국도 제151호선

## 역사
- 1936년 11월 2일 : 산신 철도의 '이케바 정류장'으로서 개업.
- 1943년 8월 1일 : 산신 철도가 이다선으로서 국유화되었던 때에 폐지.
- 1946년 12월 1일 : 일본국유철도에 의해 '이케바 역'으로서 재개업.
  - 당시는, 도카이도 본선 하마마쓰 · 나고야 간의 각 역, 주오 본선 가미스와 · 시오지리 간의 각 역과, 시노노이 선 마쓰모토역을 발착하는 여객만 취급되었다.
- 1952년 12월 2일 : 여객 취급의 제한을 철폐.
- 1987년 4월 1일 : 일본국유철도 분할 민영화에 의해, 도카이 여객철도가 승계.

## 인접 역
| 도카이 여객철도 이다선     | 도카이 여객철도 이다선 | 도카이 여객철도 이다선 |
| -------------------------- | ---------------------- | ---------------------- |
| 미카와카와이 도요하시 방면 | ■ 이다선               | 도에이 다쓰노 방면     |